# Dee Rees
Pour les articles homonymes, voir Dee et Rees.
Dee Rees, née le 30 novembre 1976 à Nashville au Tennessee, est une productrice, réalisatrice et scénariste américaine.

## Vie privée
Dee Rees est ouvertement lesbienne.

## Filmographie
| année | film                                           | réalisatrice | scénariste | productrice | notes           |
| ----- | ---------------------------------------------- | ------------ | ---------- | ----------- | --------------- |
| 2005  | Orange Bow                                     | Oui          | Oui        | Oui         | court métrage   |
| 2007  | Pariah                                         | Oui          | Oui        |             | court métrage   |
| 2008  | Eventual Salvation                             | Oui          | Oui        | Oui         | documentaire    |
| 2009  | Colonial Gods                                  | Oui          | Oui        |             | court métrage   |
| 2011  | Pariah                                         | Oui          | Oui        |             | long métrage    |
| 2015  | Bessie                                         | Oui          | Oui        |             | téléfilm        |
| 2015  | Empire                                         | Oui          |            |             | série télévisée |
| 2017  | Mudbound                                       | Oui          |            |             | long métrage    |
| 2020  | Sa dernière volonté (The Last Thing He Wanted) | Oui          | Oui        | Oui         | long métrage    |